# Dorfkirche Blumberg (Casekow)

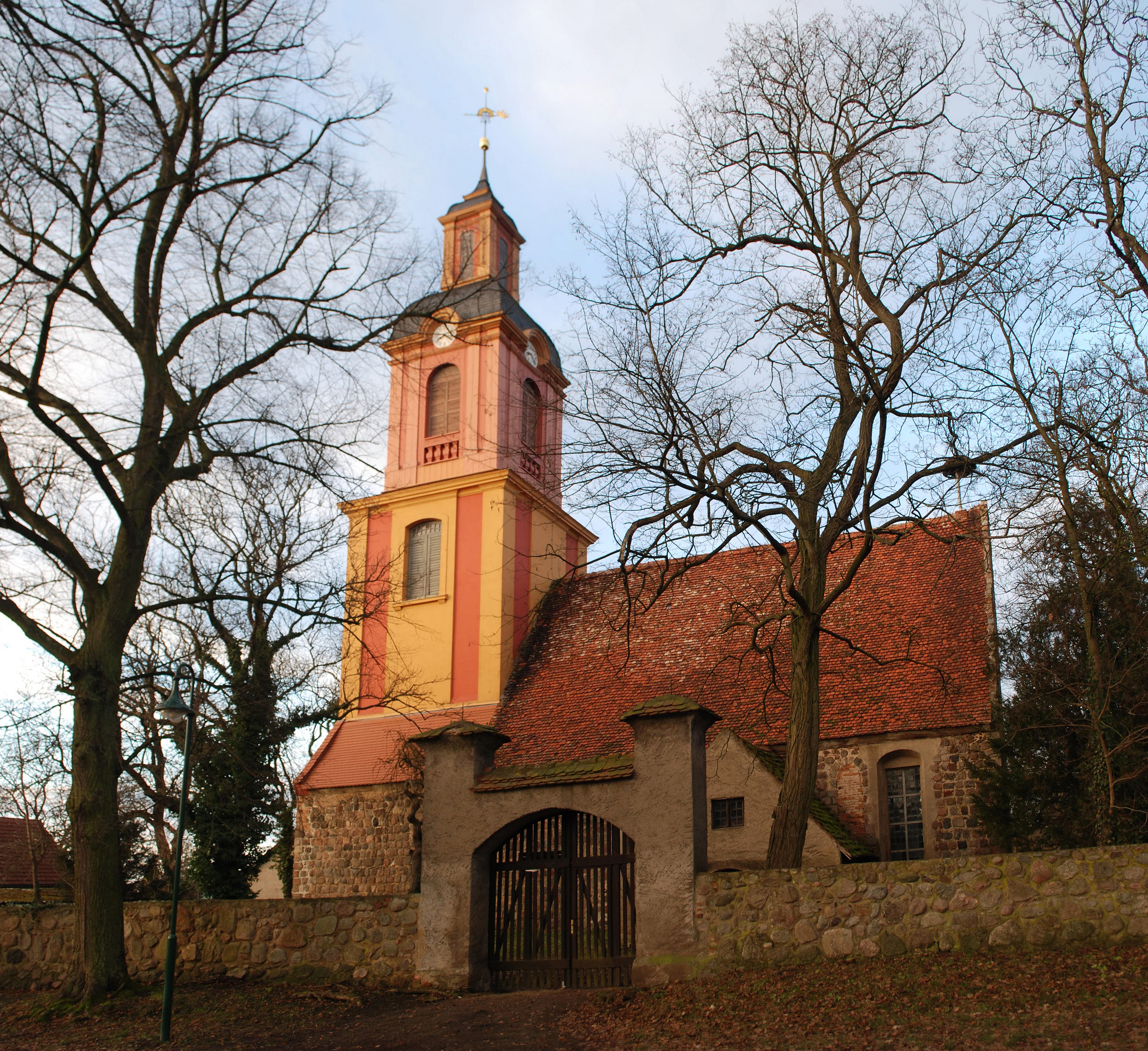
Dorfkirche in Blumberg

Die evangelische Dorfkirche Blumberg ist eine mittelalterliche Saalkirche im Ortsteil Blumberg von Casekow im Landkreis Uckermark in Brandenburg. Sie gehört zur Kirchengemeinde Blumberg im Pommerschen Evangelischen Kirchenkreis der Evangelisch-Lutherischen Kirche in Norddeutschland.

## Geschichte und Architektur

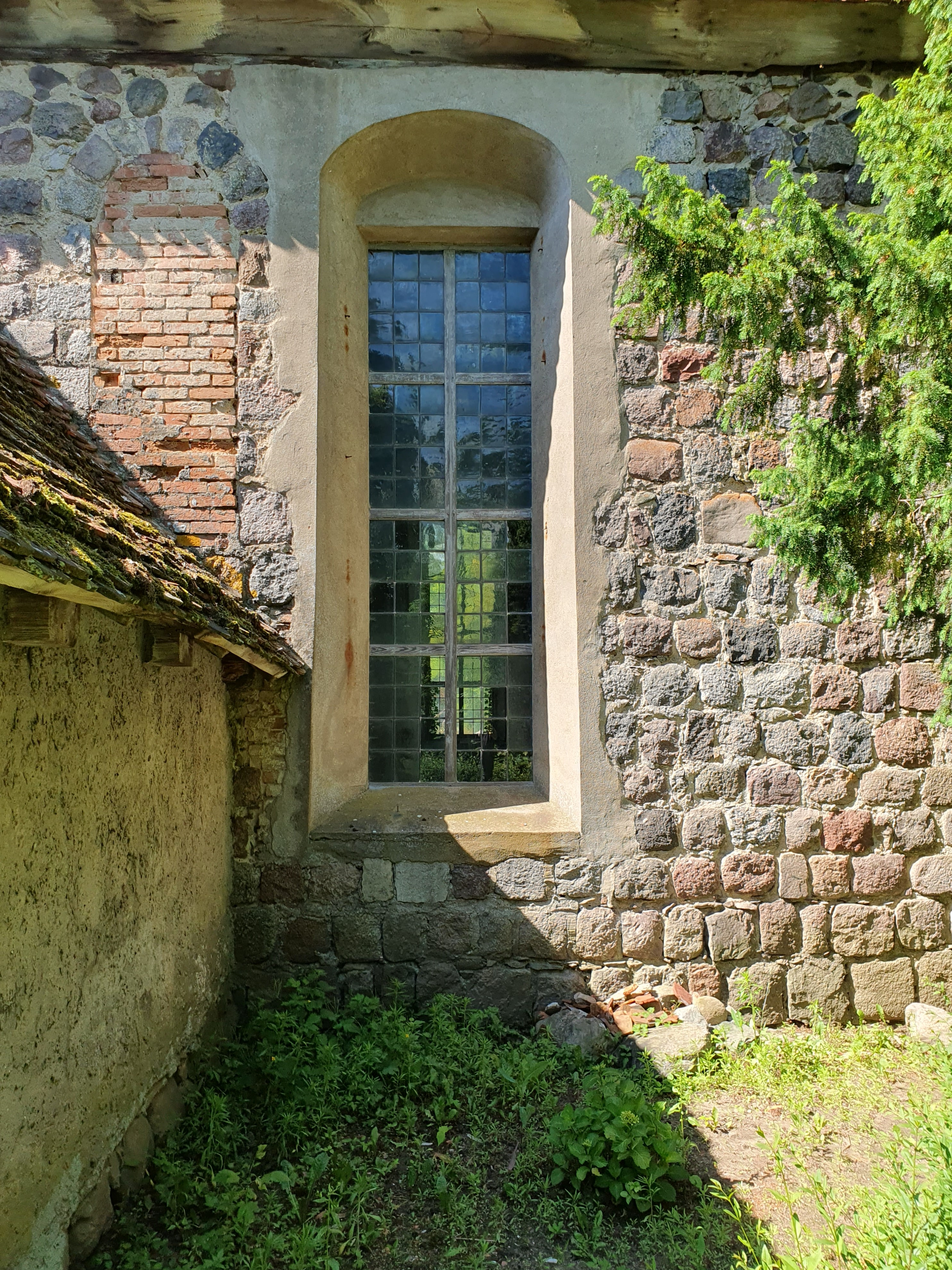
Korbbogiges Barockfenster mit vermauertem Vorgänger

Die Kirche ist eine große flachgedeckte Feldsteinkirche mit Rechteckgrundriss auf einem abgeschrägten Sockel und mit einem rund 45 Meter hohen Westturm in Schiffsbreite, die in der Mitte bis in die zweite Hälfte des 13. Jahrhunderts erbaut wurde. Im Dreißigjährigen Krieg schwer beschädigt, wurde sie anschließend wieder aufgebaut. Der hohe Turmaufbau mit Haube, Laterne und Wetterfahne mit Engel sowie dem Spruchband „GLORIA“ wurde zwischen 1732 und 1735 auf Initiative des Kirchenpatrons Carl Friedrich von Sydow jr. aufgesetzt und bei einer Restaurierung mit einer Farbfassung nach Befund wiederhergestellt. Zuvor waren die Mauern im Innern des Kirchenschiffs verstärkt, um die zusätzliche Last aufzunehmen. Die Südvorhalle mit einer Treppe zur Patronatsloge entstand gegen Ende des 17. Jahrhunderts. Alle Fensteröffnungen wurden korbbogig verändert, die ursprünglich spitzbogigen Portale und Fenster sind teilweise vermauert erhalten. In der Zeit der DDR wurde eine Erbbegräbnisstätte an der Nordwand des Turms abgerissen. Der Auf- und Durchgang zur Patronatsloge wurde in den 1960er Jahren verschlossen, der südliche Teil der Empore verkürzt. Außerdem ließ die Kirchengemeinde den rechten und linken Chorbereich vollständig räumen. Der Kanzelkorb kam aus dem Altar leicht erhöht an die Nordwand. An die Kanzel wurden geschnitzte Relieffiguren angebracht, die aus einer nicht mehr vorhandenen Kanzel von 1695 stammen. Die Kirche kam im Jahr 1984 unter Denkmalschutz, konnte aber erst zwischen 1998 und 2001 saniert werden.

## Ausstattung
Die Kirchenausstattung geht im Wesentlichen auf die Patronatsfamilie der von Sydow zurück, die 1772 umfangreiche Schenkungen vornahmen. Im Inneren ist eine hufeisenförmige Empore vom Ende des 17. Jahrhunderts eingebaut, die 1772 und 1773 verändert wurde, aus dem gleichen Jahr stammt der Orgelprospekt mit Akanthusrahmung und figürlichem Schmuck. Hauptstück der Ausstattung ist ein Altaraufsatz von 1708, der ursprünglich ein Kanzelaltar war und heute mit einem Abendmahlsbild in der Predella, säulengerahmtem Kreuzigungsgemälde von 1772 und geschnitzten Akanthuswangen ausgestattet ist. Die Bekrönung bildet über einem halbrunden Giebel das Auge Gottes in einer Strahlenglorie. Die hölzerne Kanzel stammt von 1708, ist heute freistehend aufgestellt und mit vier nachträglich angebrachten Evangelistenreliefs von 1695 versehen.
Eine Truhe wurde in der Zeit um 1820 geschaffen. Ein silbervergoldeter Kelch mit Patene stammt vom Anfang des 16. Jahrhunderts und ist mit einer späteren Inschrift von 1637 versehen. Die Leuchter aus Zinn wurden zu Anfang des 18. Jahrhunderts geschaffen. Eine Porzellankanne mit Zinndeckel wurde in der zweiten Hälfte des 18. Jahrhunderts hergestellt. Eine Glocke wurde 1664 von Christian Köckeritz aus Stettin gegossen. Ursprünglich gehörte zur Ausstattung auch ein Taufengel von 1735, der bis in den 1940er Jahren in der Kirche schwebte und dessen Verbleib unbekannt ist.
Die Orgel war ein Werk von Christian Friedrich Voigt aus dem Jahr 1773 mit acht Registern auf einem Manual und Pedal, das (nach einem Umbau durch Barnim Grüneberg um 1900 und Plünderung im Zweiten Weltkrieg) durch die Firma Mitteldeutscher Orgelbau A. Voigt um 1958 eingelagert wurde. Zwei Jahre zuvor war Wasser durch ein undichtes Dach in die Orgelpfeifen und Balgwerke gelaufen. Die Kirchengemeinde konnte die veranschlagten Kosten in Höhe von 14.000 Mark nicht tragen und musste das Instrument daher abbauen lassen.